# Ciclovia do Parque de Pituaçu
A Ciclovia do Parque de Pituaçu é uma ciclovia brasileira localizada no Parque Metropolitano de Pituaçu, em Salvador, Bahia. É classificada pelo projeto Cidade Bicicleta da Companhia de Desenvolvimento Urbano do Estado da Bahia (CONDER) como a única ciclovia de lazer da cidade. Com exatos 14,82 quilômetros de extensão, é a maior e mais antiga infraestrutura cicloviária soteropolitana. A via possui variadas características e dimensões, na qual pedestres e ciclistas compartilham o espaço, como também é local para passagem dos carros de apoio do Parque.
A maior parte do percurso cicloviário segue as margens da Lagoa de Pituaçu, excetuando-se quando corta as duas maiores penínsulas da lagoa. Uma das maiores da Bahia, seus cerca de 15 quilômetros de extensão contam com sinalização, cinco quiosques e outros pontos de apoio. Tem início próximo ao Espaço Mário Cravo, passando próximo ao câmpus de Pituaçu da Universidade Católica do Salvador (UCSal), ao Estádio de Pituaçu, ao escritório da CONDER, ao escritório e ao horto da antiga Superintendência de Construções Administrativas da Bahia (SUCAB), à barragem do Rio Pituaçu e ao Museu de Ciência e Tecnologia da Universidade do Estado da Bahia (UNEB). No início da ciclovia está localizado um bicicletário para aluguel.
Embora o Parque feche às 18h no sábado, é possível realizar passeios ciclísticos noturnos acompanhados pela Companhia de Polícia de Proteção Ambiental (COPPA) por meio do Pedal da Lua, que ocorre nos sábados antecedentes à Lua cheia. O local também serve para a prática esportiva, a exemplo da Volta ao Parque de Pituaçu, cuja terceira edição ocorreu em 2013, e da Corrida Rústica pela Proteção Ambiental (terceira edição em 2011).
Obras de revitalização do parque tiveram seu processo licitatório homologado em março de 2014 e incluem melhorias na ciclovia com sinalização, videomonitoramento, iluminação, reforço na segurança, condições para acessibilidade, novos pontos de apoio e quiosques, pavimentação, contenção e drenagem.